# Seznam brzostrelk druge svetovne vojne
Seznam brzostrelk, ki so bile v uporabi med drugo svetovno vojno.

## Seznam po državah

### Francija
- MAS model 38

### Sovjetska zveza
- PPS
- PPŠ-41

### Tretji rajh
- MP-38
- MP-40
- MP 3008

### Združene države Amerike
- Thompson
- M3 Grease gun

### Združeno kraljestvo
- Sten